# Farnese
Farnese es un municipio italiano situado en la provincia de Viterbo, en el Lacio. Tiene una población estimada, a fines de agosto de 2023, de 1379 habitantes.

## Evolución demográfica
| Gráfica de evolución demográfica de Farnese entre 1861 y 2023 |
|                                                               |
| Fuente: ISTAT - Elaboración gráfica de Wikipedia              |